# Jaime Patricio Ramírez
Jaime Patricio Ramírez (Santiago del Cile, 3 marzo 1967) è un ex calciatore cileno, di ruolo centrocampista.

## Carriera

### Club
Ha giocato nella massima serie del campionato cileno, svizzero e messicano.

### Nazionale
Con la Nazionale cilena ha giocato 20 partite prendendo parte alla Copa América 1989.